# Felsgrab von Molafa
Koordinaten: 40° 41′ 52,7″ N, 8° 31′ 7″ O
Das Felsgrab von Molafa ist eine prähistorische Fundstätte auf Sardinien, ein nach Art der Domus de Janas in den anstehenden Fels gearbeitetes so genanntes Orthostatengrab, das eine aus dem Fels gehauene Nachbildung eines Gigantengrabes mit Portalstele (italienisch Domus a prospetto architettonico) darstellt.

## Lage

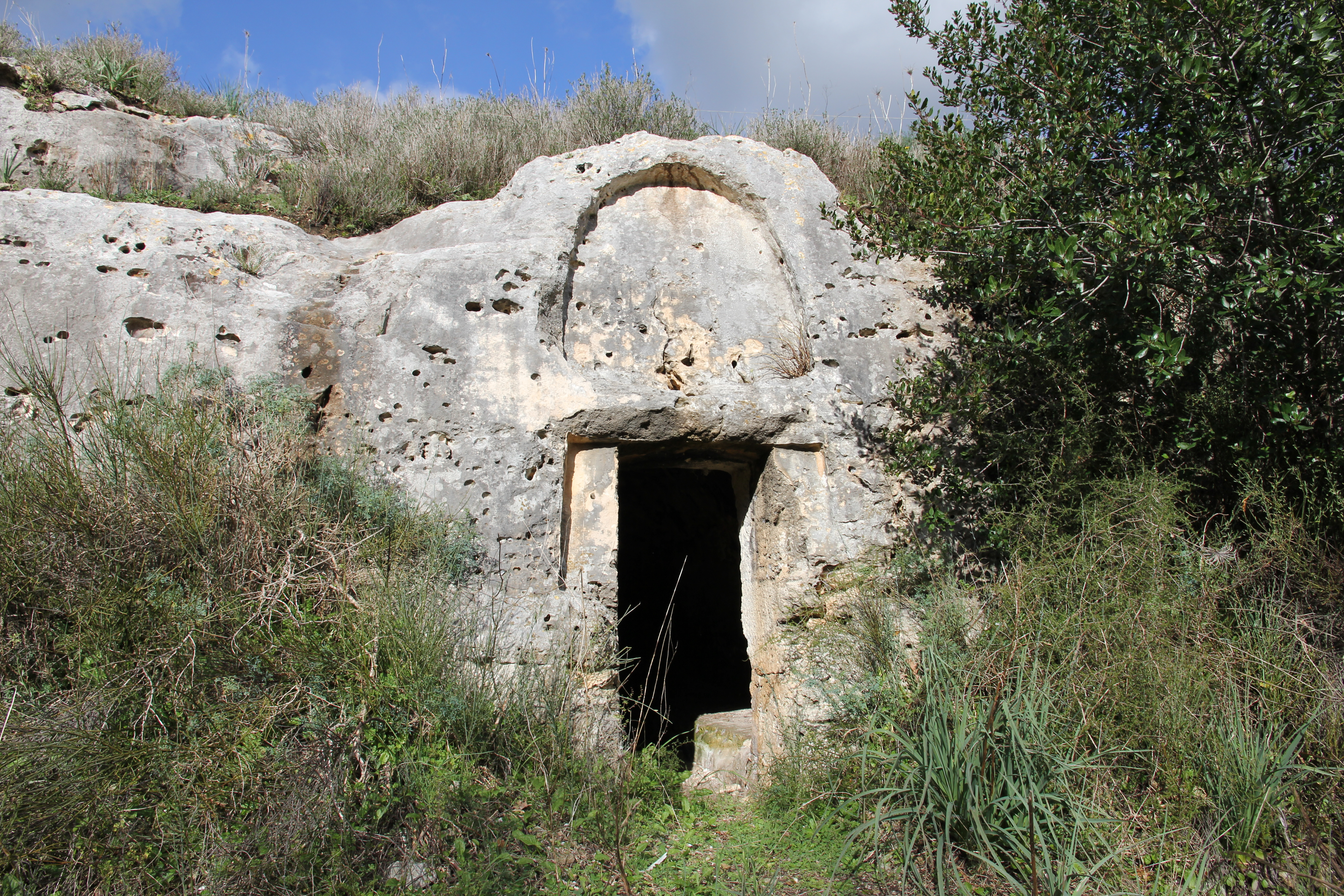
Felsgrab von Molafa

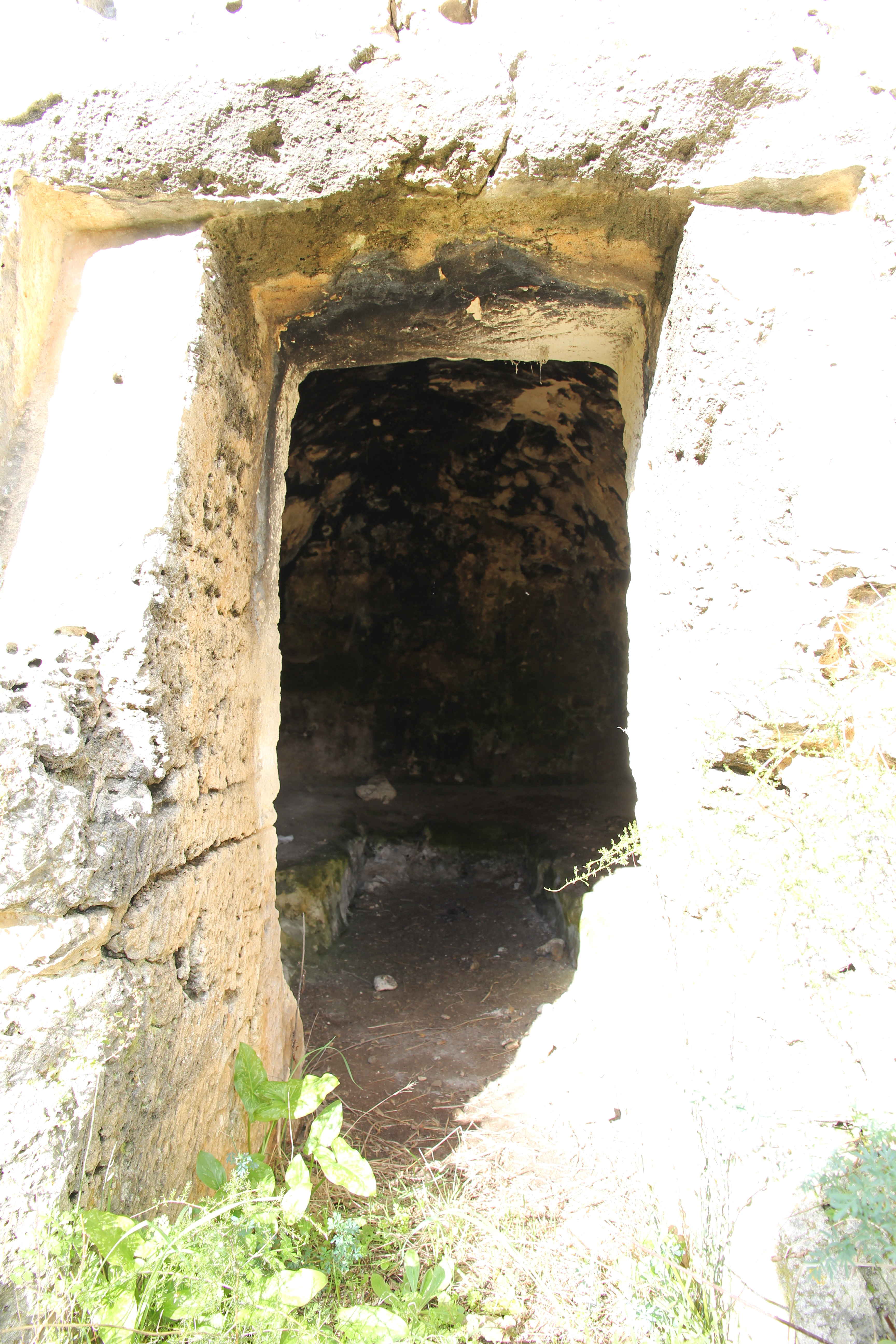
Felsgrab von Molafa mit umlaufender Bank – im Hintergrund

Der Fundplatz liegt im Nordwesten der Insel, etwa fünf Kilometer südwestlich der Stadt Sassari in der Metropolitanstadt Sassari. Das kleine Felsengrab befindet sich etwa 100 m nordwestlich der Bahnstation von Molafa, am Südhang eines Berges, unmittelbar neben der Straße.

## Beschreibung
Das ungewöhnliche (nur etwa 50 Exemplare existieren) Felsengrab der Nuraghenkultur, das ähnlich wie Pesciarzos, Sa Figu und Sos Furrighesos mit einer architektonisch als Portalstele gestalteten Front, nach Art der Gigantengräber versehen ist, hat über der oben aufgewölbten Mitte noch die Aussparungen zur Aufnahme von drei Baityloi. Durch einen späteren Umbau ist die spezielle Architektur der älteren Felsgräber heute allerdings unkenntlich. Im Inneren entspricht der kleine, nahezu quadratische Raum mit den seitlichen Altarbänken einem der kleinen Tempel aus der Endphase der Nuraghenkultur, wie sie sich in einigen Nuraghensiedlungen finden.
Orthostatengräber (eigentlich Orthostaten imitierende Gräber) sind in den Kalksteingebieten des Logudoro häufiger anzutreffen: Campu Luntanu, allerdings ohne Exedra, Li Curuneddi, Sa Rocca und Su Lampu, Su Carralzu (beide nahe Florinas), Mesu ’e Montes, Sas Puntas und Tana di Lu Mazzoni.

## Anmerkung
Ein weiteres in den Fels eingearbeitetes Objekt (Grab ?) befindet sich noch 250 Meter weiter südlich, es liegt ebenfalls nahe der Straße, an dem gegenüberliegenden (östliche Talseite) befindlichen Berghang, wo sich die Bahnlinie mit der nach Süden führenden Straße kreuzt. Das am besten erhaltene Grab Tomba IV von Sa Figu hat Ähnlichkeit mit den in der Nähe liegenden Domus de Janas von Mesu ’e Montes, Sa Rocca und Su Lampu und Su Carralzu, da es wie diese aus einer Felswand gemeißelt worden.